# Tenggarasalangan
Tenggarasalangan (Collocalia sumbawae) är en fågel i familjen seglare.

## Utseende
Tenggarasalanganen är en mycket liten seglare med mörk fjäderdräkt bortsett från smutsvitt på undersidan från nedre delen av bröstet och nedåt. Stjärten verkar tvärt avskuren, endast ibland uppvisande en mycket begränsad klyvning. Den överlappar i utbredning endast med vitbosalanganen, men är mindre än denna och har vit undersida. 

## Utbredning och systematik
Fågeln förekommer i Små Sundaöarna och delas in i två underarter med följande utbredning:
- Collocalia sumbawae sumbawae – Sumbawa; populationen på Flores och Besar är möjligen denna underart
- Collocalia sumbawae sumbae – Sumba

Tidigare behandlades den som underart till glanssalangan (C. esculenta) och vissa gör det fortfarande. Studier visar dock att den är väl skild genetiskt.

## Levnadssätt
Tenggarasalanganen är en flocklevande fågel som samlas i grupper flygande över en rad olika miljöer, både öppna och beskogade.

## Status och hot
Internationella naturvårdsunionen IUCN erkänner den ännu inte som art, varför den inte placeras i en hotkategori.